# La Capelle
La Capelle és un municipi francès situat al departament de l'Aisne i a la regió dels Alts de França. L'any 2007 tenia 1.896 habitants.

## Demografia

### Població
El 2007 la població de fet de La Capelle era de 1.896 persones. Hi havia 820 famílies de les quals 308 eren unipersonals (132 homes vivint sols i 176 dones vivint soles), 232 parelles sense fills, 192 parelles amb fills i 88 famílies monoparentals amb fills.
La població ha evolucionat segons el següent gràfic:
Habitants censats

### Habitatges
El 2007 hi havia 916 habitatges, 828 eren l'habitatge principal de la família, 10 eren segones residències i 78 estaven desocupats. 687 eren cases i 222 eren apartaments. Dels 828 habitatges principals, 421 estaven ocupats pels seus propietaris, 379 estaven llogats i ocupats pels llogaters i 28 estaven cedits a títol gratuït; 16 tenien una cambra, 85 en tenien dues, 148 en tenien tres, 235 en tenien quatre i 344 en tenien cinc o més. 434 habitatges disposaven pel capbaix d'una plaça de pàrquing. A 458 habitatges hi havia un automòbil i a 206 n'hi havia dos o més.

### Piràmide de població
La piràmide de població per edats i sexe el 2009 era:
| Homes | Edats   | Dones |
| ----- | ------- | ----- |
| 0     | 95 o +  | 8     |
| 8     | 90 a 94 | 20    |
| 4     | 85 a 89 | 28    |
| 16    | 80 a 84 | 36    |
| 44    | 75 a 79 | 52    |
| 36    | 70 a 74 | 68    |
| 32    | 65 a 69 | 60    |
| 56    | 60 a 64 | 48    |
| 28    | 55 a 59 | 52    |
| 60    | 50 a 54 | 64    |
| 80    | 45 a 49 | 76    |
| 64    | 40 a 44 | 76    |
| 64    | 35 a 39 | 76    |
| 80    | 30 a 34 | 64    |
| 52    | 25 a 29 | 72    |
| 80    | 20 a 24 | 36    |
| 100   | 15 a 19 | 64    |
| 60    | 10 a 14 | 44    |
| 76    | 5 a 9   | 36    |
| 60    | 0 a 4   | 44    |

## Economia
El 2007 la població en edat de treballar era de 1.164 persones, 772 eren actives i 392 eren inactives. De les 772 persones actives 662 estaven ocupades (368 homes i 294 dones) i 110 estaven aturades (42 homes i 68 dones). De les 392 persones inactives 109 estaven jubilades, 110 estaven estudiant i 173 estaven classificades com a «altres inactius».

### Ingressos
El 2009 a La Capelle hi havia 810 unitats fiscals que integraven 1.764,5 persones, la mediana anual d'ingressos fiscals per persona era de 13.691 €.

### Activitats econòmiques
Dels 105 establiments que hi havia el 2007, 3 eren d'empreses extractives, 4 d'empreses alimentàries, 4 d'empreses de fabricació d'altres productes industrials, 5 d'empreses de construcció, 32 d'empreses de comerç i reparació d'automòbils, 6 d'empreses de transport, 9 d'empreses d'hostatgeria i restauració, 1 d'una empresa d'informació i comunicació, 7 d'empreses financeres, 2 d'empreses immobiliàries, 10 d'empreses de serveis, 18 d'entitats de l'administració pública i 4 d'empreses classificades com a «altres activitats de serveis».
Dels 31 establiments de servei als particulars que hi havia el 2009, 1 era una oficina d'administració d'Hisenda pública, 1 gendarmeria, 4 oficines bancàries, 2 funeràries, 3 tallers de reparació d'automòbils i de material agrícola, 2 autoescoles, 1 paleta, 1 guixaire pintor, 1 lampisteria, 2 electricistes, 2 perruqueries, 4 veterinaris i 7 restaurants.
Dels 14 establiments comercials que hi havia el 2009, 1 era un hipermercat, 1 un supermercat, 1 una gran superfície de material de bricolatge, 2 fleques, 2 carnisseries, 1 una botiga de congelats, 1 una peixateria, 2 botigues de roba, 1 una botiga de mobles i 2 floristeries.
L'any 2000 a La Capelle hi havia 21 explotacions agrícoles que ocupaven un total de 460 hectàrees.

## Equipaments sanitaris i escolars
El 2009 hi havia 2 farmàcies i 2 ambulàncies.
El 2009 hi havia 1 escola maternal i 2 escoles elementals. La Capelle disposava de 2 col·legis d'educació secundària amb 378 alumnes.

## Poblacions més properes
El següent diagrama mostra les poblacions més properes.